# غييرمو سارا
غييرمو سارا (بالإسبانية: Guillermo Sara)‏ (30 سبتمبر 1987 بسانتا في في الأرجنتين - ) هو لاعب كرة قدم أرجنتيني في مركز حراسة المرمى. شارك مع منتخب الأرجنتين تحت 20 سنة لكرة القدم. أما مع النوادي، فقد لعب مع أتليتيكو رافائيلا وبوكا جونيورز وريال بيتيس.

## روابط خارجية
- غييرمو سارا على موقع قاعدة بيانات كرة القدم.إي يو (الإنجليزية)
- غييرمو سارا على موقع Soccerway.com (الإنجليزية)
- غييرمو سارا على موقع AS.com (الإسبانية)